# Stammliste der Capler von Oedheim
Die Familie der Capler von Oedheim war ein deutsches Adelsgeschlecht, das seit dem 13. Jahrhundert nachgewiesen ist, seit der Zeit um 1400 den weiteren Beinamen „genannt Bautz“ trug und 1967 ausstarb.

## Von Rüdiger von Hoedheim bis Ulrich Capler von und zu Oedheim
nicht zuordenbar: Rüdiger von Hoedheim, gen. Caplanus (erwähnt 1235)
1. Wipert von Oedheim, gen. Caplanus (* um 1210; † nach 1286) ⚭ N. N.
  1. Heinrich Caplan (* um 1233; † vmtl. 1298), Ministeriale der Herren von Weinsberg ⚭ um 1253 N. N.
    1. Wolframus dictus Cappelanus (* um 1253; † nach 1284), Bürger in Heilbronn
    2. N. Cappellanus (* 1254; † nach 1289), Advocatus in Möckmühl
    3. Heinrich Capelan, Bürger in Heilbronn (* 1255; † nach 1334) ⚭ um 1280 Irmentrude von Erenberg († vor 1338), Witwe des Schrot von Neuenstein
    4. Walther dictus Capelan (* um 1257; † vor 1318), Ritter ⚭ (I.) um 1280 N. N.; ⚭ (II.) um 1291 N. N.
      1. Berthold Capplan (* um 1281; † vor 1329) ⚭ um 1304 Margaretha N. († nach 1347)
        1. Hans Cappler (* um 1305; † nach 1347), saß in Weinsberg

      2. Heinrich Capelan de Oedheim zu Steinsfeld und Weinsberg (* 1282; † nach 1333) ⚭ um 1302 Anna von Gültlingen
        1. Mechthild Cappelanin (* um 1302) ⚭ Conrad Platz, Edelknecht zu Steinsfeld
        2. Heinrich Caplan von Oedheim zu Steinsfeld und Weinsberg (* um 1303; † vor 1365), Bürger in Sulme ⚭ um 1324 N. von Adelsheim
          1. Conrad Caplan, genannt Hagenbuch (* um 1325; † um 1365), Chorherr zu Öhringen
          2. Fritz Caplan von und zu Oedheim (* um 1330; † nach 1381), bischöflicher Vogt auf Rodenfels ⚭ vor 1358 Mechthild N.
            1. Engelhard (* um 1358; † vor 1405) ⚭ Anna von Vellberg
            2. Conrad (* um 1359; † nach 1405 in Neufels)
            3. Ulrich Capler von und zu Oedheim, genannt Bautz (* um 1360; † um 1437) – Fortsetzung siehe unten
            4. Hans (?) Caplan (* um 1365) ⚭ um 1400 N. N.
              1. Hans (* um 1409), Caplan zu Mulfingen
              2. Albrecht (* um 1415), Caplan zu Mulfingen

            5. Anna (* um 1366; † nach 1419) ⚭ Sefried von Gosheim
              1. Sefried
              2. Conrad
              3. Margarethe

            6. Wipert Caplan, Plebanus de Oedheim (* um 1367; † nach 1405), seit 1405 Pfarrer in Oedheim
            7. Eberhard (* um 1370; † nach 1436), Frühmesser in Boxberg

          3. Walter Caplan de Oedheim (* um 1336; † nach 1371), Ritter
          4. Friederike (Ricke) von Oedheim; († vor 1364)
          5. Heinrich Caplan von Oedheim

        3. Engelhard Capplan (* um 1304; † nach 1359), Vogt zu Steinsfeld ⚭ um 1330 Elisabeth N.
        4. Conrad Capplan (* um 1305), Edelknecht ⚭ um 1325 Engeltrud N.
          1. Conrad (* um 1325; † Mai 1379), Chorherr in Öhringen
          2. 1 Tochter ⚭ N. von Stetten

        5. Hilgund Caplanin (* um 1306) ⚭ um 1330 Sifrid Snyder, Ritter
          1. Hamann, um 1360 Besitzer der Burg Gosheim

      3. Elsbeth (* um 1285), Klosterfrau zu Lichtenstern
      4. Jutta (* um 1286), Geistliche Frau zu Lichtenstern

    5. Hermanus dictus Capelan (* um 1261; † nach 1291), Canonicus in Beutelsbach
    6. Conradus miles dictus Cappelan (* um 1265; † vor 1320) ⚭ Uta von Maienfels
      1. N.N. ⚭ Conrad von Brettach, als Witwe in das Kloster Zimmern (Frauenzimmern) eingetreten

    7. Gisula Capplanin (* um 1268)

## Von Ulrich Capler von und zu Oedheim bis Wolf Eberhard I. Capler von Oedheim
1. Ulrich Capler von und zu Oedheim, genannt Bautz (* um 1360; † um 1437), belehnt mit Willenbach, Ammerlanden und Schloss Oedheim ⚭ um 1415 Kunigunde Münch von Rosenberg
  1. Engelhard (* um 1416; † vor 1459) ⚭ um 1452 Margarethe von Wollmershausen
    1. Heinrich Caplan von Oedheim (* um 1455), 1485 Caplan an der Stiftskirche Öhringen

  2. Conrad Capler von Oedheim, genannt Bautz (* um 1417; † nach 1498), 1489 Custos in Öhringen ⚭ 1444 Adelheid von Gosheim (Tochter einer geborenen Rüdt von Collenberg)
    1. Heinrich Capler von Oeden, genannt Bautz (* um 1452; † 1518), Amtmann zu Steinsberg ⚭ N. N.
      1. Catharina (* um 1488) ⚭ 1508 Nikolaus von Bitsch
      2. Christina (* um 1496) ⚭ 1518 Nikolaus von Gentersberg

    2. Ullrich Capler von Oeden (* um 1454; † um 1516) ⚭ (I.) um 1479 Anna von Neipperg; ⚭ (II.) nach 1508 Kunigunde Stumpf von Schweinsberg (als Witwe ⚭ Conrad von Helmstadt)
      1. Philipp (* 1504; † nach 1531)
      2. Christoph Capler von Oedheim, genannt Bautz (* 1507; † 16. Oktober 1553), 1545 Obervogt in Neuenstadt, 1553 in Schorndorf ⚭ 1533 Edya von Bibelheim
        1. Agnes (* um 1533) ⚭ 1552 Eberhard Jett von Münzenberg
        2. Eberhard (* 1534; † vor 1556)
        3. Wolf Dietrich Capler von Oedheim, genannt Bautz (* 1536; † 6. Februar 1562) ⚭ 1560 Margaret von Neideck (als Witwe ⚭ 1567 Ulrich von Wittstatt, genannt Hagenbach)
          1. Hans Wolf Capler von und zu Oedheim, genannt Bautz (* 1562; † 23. Juni 1607) ⚭ (I.) 1587 Cordula von Stein zum Klingenstein (* 23. Juni 1562; † 23. Januar 1599); ⚭ (II.) 1603 Maria Thumb von Neuburg († nach 1633), verwitwete Laemmlin von Horkheim
            1. Hans Wolf (* 3. April 1588; † 1622 in Neckargemünd), Malteser- und Johanniter-Ordensritter
            2. Wolf Dietrich (* 15. Mai 1589; † 1622), Fürstbischöflicher Hofrat des Johann Gottfried I. von Aschhausen, Untermarschall und Amtmann zu Rauheneck, Amtmann zu Ebern und Gemeinfeld ⚭ Agnes von Eyb zu Dettelsau
              1. Wolf Conrad († 5. Januar 1646), Domherr zu Würzburg
              2. Wolf Dietrich zu Rauheneck († 10. Januar 1653), Domkapitular zu Bamberg und Würzburg
              3. Ursula Dorothea, Klosterfrau zu Himmelspforten

            3. Barbara Margarethe (* 2. September 1590; † 30. November 1645) ⚭ um 1611 Gotfried Senft von Sulburg zu Mazenbach (* 1586; † 1627)
              1. Johann Wilhelm Senft von Sulburg (* 21. Januar 1624; † nach 1672)

            4. Wolf Christoph (* 21. Dezember 1591; † 1617 – gefallen im Piemont)
            5. Wolf Ulrich (* 24. Februar 1595; † 14. August 1623), Deutsch-Ordens-Ritter, Commandeur in Heilbronn
            6. Wolf Eberhard I. Capler von Oedheim, genannt Bautz (* 23. März 1596; † 1654) – Fortsetzung siehe unten
            7. Wolf Friedrich (* 16. Juni 1598; † 1630)
            8. 2 Kinder, früh gestorben
            9. 1 Sohn (* 23. Januar 1599; † 23. Januar 1599)

        4. Hans Friedrich (* 1538; † 1556)
        5. Cunigunde († 23. Januar 1595) ⚭ David Ebermann, württembergischer Keller
          1. Christoph, Jurist

      3. N. N. († 1514)

    3. Engelhard († 23. März 1520), Besitzer von Schloss Hartershofen und Endsee ⚭ um 1502 Anna Offner (Patrizierin aus Rothenburg)
      1. Engelhard Capler von Oedheim, genannt Bautz von Rossau und Neuenburg am Neckar (* um 1503; † nach 1552)

  3. 1 Sohn

## Von Wolf Eberhard I Capler von Oedheim bis Heinrich Friedrich Karl Freiherr Capler von Oedheim
1. Wolf Eberhard I Capler von Oedheim, genannt Bautz (* 23. März 1596; † 1654) ⚭ 1626 Anna Margarethe von Eltz (* 1610; † vor 1656), Erbin von Eschelbronn
  1. Hans Wolf (* 16. September 1627; † vor 1680) ⚭ (I.) Sophie Eleonora von Rackwitz; ⚭ (II.) Maria Magd von Weiler
    1. Maria Margaretha (* um 1657; † nach 1709)
    2. August Osswald (* 22. Dezember 1658)
    3. Maria Magdalena (* 1677; † 1737)

  2. Wolf Dietrich (* 6. Januar 1628; † 8. Januar 1640)
  3. Wolf Christoph (* 10. März 1630; † 30. April 1709) ⚭ Anna Margarethe von Fechenbach († 10. März 1685)
  4. Helena Margaretha (* 5. August 1631; † 1686) ⚭ Dietrich von Gemmingen zu Presteneck (* 22. Februar 1639; † 21. Mai 1686)
  5. Wolf Friedrich (* 1633)
  6. Maria Kunigunde (* 2. Mai 1634; † 23. Januar 1695)
  7. Anna Ludowica (* 2. Februar 1635; † 24. Oktober 1635)
  8. Wolf Conrad (* 15. Oktober 1637; † 7. August 1639)
  9. Wolf Heinrich (* 21. April 1639; † nach 1675)
  10. Wolf Eberhard II auf Oedheim und Willenbach (* 2. Dezember 1640; † vor 1680) ⚭ 1660 Christina Barbara Magd von Venningen
    1. Wolf Friedrich August (* 1661; 14. August 1661)
    2. Philipp Wolfgang (* 1662), früh gestorben
    3. Friedrich Wilhelm Wolfgang (* 2. Juli 1663; † 22. Dezember 1721) ⚭ 1688 Philippina von Gemmingen, Widdern und Maienfels († 1735)
      1. Johann Christoph Wolfgang (* 19. November 1689; † 18. Januar 1690)
      2. Joann Wolfgang Friedrich (* 7. Januar 1691; † 7. Juli 1691)
      3. Ferdinand Wolfgang (* 10. Februar 1692; † 10. Februar 1692)
      4. Eva Philippina (* 22. Juni 1694; † 14. März 1696)
      5. N. N. (* 7. Mai 1695; † 7. Mai 1695)

    4. Johann Wolfgang Christoph zu Oedheim und Willenbach (* 9. August 1664; † 5. Juni 1727)
    5. Johann Wolfgang Eberhard III. Capler zu Oedheim, genannt Bautz, Herr zu Oedheim, Willenbach und Eschelbronn (* 20. Januar 1666; † 24. Dezember 1724) ⚭ 18. Oktober 1697 Eva Margarethe Catharina von Dienheim († 4. April 1735)
      1. Johann Friedrich (* 16. Februar 1698; † 20. September 1731) ⚭ unehelich M. Cath. Sattelmayer
        1. Johann Ägidius (* 4. September 1718)
        2. Wolfgang Eberhard (* 1719; † 30. März 1724)

      2. Philippina Juliana Magdalena (* 26. September 1699; † 1736) ⚭ 1724 Georg Heinrich von Oberländer († 1737)
        1. 1 Tochter (* 1722)
        2. Philippina Magdalena Juliane Augusta (* 1723)
        3. Philipp Christoph Friedrich zu Willenbach (* 1725)
        4. Vitus Dietrich zu Willenbach (* 1727)

      3. Eberhard Dietrich Capler, genannt Bautz von Oedheim zu Willenbach (* 10. November 1700; † 28. April 1760) ⚭ 1. Juli 1735 Wilhelmine Sophie Luise Freiin Stettner von Grabenhof-Lobenbach
        1. Karl August (* 27. November 1736; † vor 1765)
        2. Friedrich Wilhelm (* 23. April 1738; † 15. November 1819), königlich württembergischer Hauptmann
        3. Wilhelmine Louise Eberhardine (* 5. Oktober 1740), Stiftsdame am Kraichgauer Adeligen Damenstift zu Pforzheim
        4. Christina Friederika (* 12. November 1741; † 13. Januar 1743)
        5. Christoph Eberhard (* 26. November 1743; 5. Dezember 1808), königlich preußischer Hauptmann ⚭ 1785 Johanne Agnete von Grävenitz
          1. Jeanette Charlotte (* 1786; † 4. Februar 1804) ⚭ 22. Juni 1803 Alexander von Lengefeld, Leutnant

        6. Johann Gottfried (* 4. Juli 1745; † 15. März 1837), königlich bayerischer Generalmajor und Kammerherr
        7. Christian Wolfgang Capler von Oedheim, genannt Bautz (* 4. Juni 1747; † 1. Dezember 1825), königlich preußischer Hauptmann, königlich württembergischer Hauptmann ⚭ 28. Dezember 1799 Augustine Albertine von Dresky
          1. Carl August Christian (* 10. September 1800; † 30. Januar 1801)
          2. Gustav Wolfgang Capler von Oedheim, genannt Bautz (* 19. Mai 1803; † 22. Januar 1868), Forstreferendar in Söflingen ⚭ 19. Mai 1834 Therese Eleonore von Bühler
            1. Heinrich Friedrich Karl Freiherr Capler von Oedheim, genannt Bautz (* 24. April 1835; † 25. Mai 1914), Fortsetzung siehe unten
            2. Anna Auguste (* 8. August 1836; † 18. Oktober 1836)
            3. Hermann Wolfgang (* 6. November 1838; † 7. Juni 1886), königlich württembergischer Major und Regiments-Kommandeur

          3. Bernhardine Dorothee Charlotte Freiin Capler von Oedheim, genannt Bautz (* 13. April 1814; † 8. November 1840) ⚭ 3. Mai 1835 Otto von Seeger (* 18. Oktober 1799; † 15. Februar 1883), königlich württembergischer Generalmajor
            1. Paul Christian (* 12. Februar 1836; † früh)
            2. Anna Dorothee Auguste (* 28. April 1838; † 29. März 1878) ⚭ 17. Juni 1862 Georg von Hopfengärtner, königlich württembergischer Oberst
            3. Helene Sofie Elisabeth (* 6. November 1839; † 12. Juni 1917) ⚭ 25. August 1859 Wilhelm Heinrich Freiherr von Hügel (* 19. November 1828; † 24. Juni 1908), königlich württembergischer Kammerherr und Oberforstrat
            4. Paul (* um den 8. November 1840; † 8. November 1840)

        8. Reinhard Dietrich (* 13. November 1748; 1786 verschollen, 1818 für † erklärt), in preußischen Kriegsdiensten
        9. Wilhelm Siegfried (* 6. August 1750; † 16. März 1810), in sardinischen Diensten ⚭ (I.) N. N.; ⚭ (II.) 27. Mai 1799 Eleonora Conradina Magdalena Kochin
          1. Friedrich Wilhelm Jakob (* 2. August 1799; † 28. August 1805)
          2. Charlotte Wilhelmine (* 28. September 1800; † 21. Juni 1840) ⚭ 14. November 1821 Constantin Freiherr von Moltke (* 2. Dezember 1771; † 18. Mai 1861)
          3. Carl Gottfried (* 13. Oktober 1801; † 14. Juni 1865), königlich württembergischer Leutnant ⚭ um 1822
          4. Hans Wolfgang (* 1. Oktober 1803; † 4. November 1832)
          5. Louise Sophie (* 5. Februar 1805; † 24. August 1805)

        10. Eberhard Carl (* 1751; † vor 1838)
        11. Charlotte Sophia (* 7. Mai 1754) ⚭ Carl Böhringer, Hofkammerrat in Pforzheim
          1. Carl Böhringer

      4. Helena Margaretha (* 6. Februar 1702) ⚭ 1734 Johann Jakob Rothwecker
      5. Christina (* 1703) ⚭ 1722 Johann Leonhard Henninger
        1. Susanne Margarethe (* 17. Juli 1723)
        2. A. M. Margarethe (* 24. Dezember 1724)

      6. Johann Karl Christoph Andreas (* 17. Dezember 1705; † 1706)
      7. Maria Albertine Charlotte (* 1707; † 22. Juli 1772), Stiftsdame am Kraichgauer Adeligen Damenstift
      8. Wilhelm Christoph (* 2. Februar 1709; † 15. April 1732)
      9. Wolfgang Friedrich Gustav (* 18. September 1712; † vor 1749) ⚭ 1735 Philippina von Gemmingen auf Widdern (* 1703)
      10. Augusta Friedericke (* 1. Februar 1714), früh gestorben

    6. Anna Christina Magdalena (* 1667; † 1690)
    7. Maria Juliane Philippine (* 28. Juli 1668; † 1668)
    8. Eva Maria Magdalena (* 15. Mai 1669)
    9. Maria Catharina Constanta (* 26. Mai 1670; † 1738) ⚭ (I.) Georg Freiherr von Gerock, Husaren-Hauptmann; ⚭ (II.) August Wilhelm von Bozer
    10. Johann Adolf Wolfgang (* 1. Juni 1671; † 1671)
    11. Christina Barbara (* 1672; † 31. Oktober 1685)

  11. Anna Wilhelmine (* 10. August 1642)
  12. Wolf Conrad (* 11. Juni 1645; † 24. Mai 1646)
  13. Helena Margaretha (* 21. August 1646; † 24. November 1646)
  14. Eva Magdalena ⚭ 19. Juni 1662 Hr. von Handel, Hauptmann

## Von Heinrich Friedrich Karl Capler von Oedheim bis Dietrich Fritz Hermann Capler von Oedheim
1. Heinrich Friedrich Karl Capler von Oedheim, genannt Bautz (* 24. April 1835; † 25. Mai 1914), Ehrenritter des Johanniterordens ⚭ (I.) 24. Mai 1866 Martha von Breuning (* 13. Februar 1846; † 3. Juni 1874); ⚭ (II.) 12. August 1875 Camilla von Breuning (* 28. Februar 1837; † 18. Juli 1917)
  1. Hildegard Capler von Oedheim, genannt Bautz (* 29. Juni 1867; † 15. August 1905) ⚭ Reinhard Freiherr von Gemmingen-Guttenberg-Fürfeld (* 27. Dezember 1859; † 4. November 1909), königlich württembergischer Flügeladjutant
    1. Wilhelm Freiherr von Gemmingen-Guttenberg-Fürfeld (* 28. Oktober 1899; † 16. Oktober 1975), Major, freier Schriftsteller ⚭ Marga Dübbers (* 17. Juni 1898; † 2. März 1962)

  2. Else Freiin Capler von Oedheim, genannt Bautz (* 19. September 1869; 26. Juli 1944) ⚭ Heinrich Freiherr Röder von Diersburg (* 27. Januar 1863; † 9. Juni 1921), großherzoglich badischer Kammerherr und Landgerichtsrat
    1. Hans Philipp Freiherr Roeder von Diersburg (* 11. November 1897; † 12. Mai 1917), gefallen im Ersten Weltkrieg
    2. Brigitte Freiin Roeder von Diersburg (* 19. September 1900; † 29. November 1988), Schriftstellerin ⚭ Fritz Strauß (* 11. Januar 1883, † 23. März 1970), Oberst

  3. Hans Wolfgang Hermann Capler von Oedheim, genannt Bautz (* 24. November 1870; † 2. Mai 1917), württembergischer Oberstleutnant, königlicher Flügeladjutant, Ehrenritter des Johanniterordens
  4. Gertrud Freiin Capler von Oedheim, genannt Bautz (* 7. November 1872; † 1. April 1962) ⚭ Max Freiherr von Gemmingen-Guttenberg-Fürfeld (* 7. Mai 1868; 2. Mai 1949), königlich württembergischer Oberst
    1. Wolfgang Dietrich Freiherr von Gemmingen-Guttenberg-Fürfeld (* 19. Februar 1900; † 20. April 1929), Forstassessor
    2. Sigmund Freiherr von Gemmingen-Guttenberg-Fürfeld (* 3. Dezember 1913), Major ⚭ Gerda Maria Soika (* 10. November 1921)

  5. Dietrich Fritz Hermann Capler von Oedheim, genannt Bautz (* 5. August 1876; † 8. Dezember 1967), königlich württembergischer Major, Rechtsritter des Johanniterordens